# Как я обсуждал... (мою сексуальную жизнь)
Как я обсуждал… (мою сексуальную жизнь) (фр. Comment je me suis disputé... (ma vie sexuelle)) — французский комедийная мелодрама 1996 года, поставленная режиссёром Арно Деплешеном. Премьера фильма состоялась на 49 Каннском кинофестивале 1996 года, где он принимал участие в основной конкурсной программе.
В 2015 году Арно Деплешен поставил приквел фильма под названием «Три воспоминания моей юности».

## Сюжет
Поль Дедалю — преподаватель университетской кафедры в пригороде Парижа, который мечтает стать писателем, но уже пять лет не может дописать диссертацию. Он живёт своей особой жизнью: постоянно влюбляется, потом разочаровывается, немного сходит с ума, лечится, а затем впадает в глубокую депрессию. Он пытается постоянно работать над собой и измениться к лучшему. И пытается понять смысл жизни. Правда, это у него получается не всегда…

## В ролях
| Актёр               | Роль           |
| ------------------- | -------------- |
| Матьё Амальрик      | Поль Дедалю    |
| Эмманюэль Девос     | Эстер          |
| Эмманюэль Саленже   | Натан          |
| Марианна Деникур    | Сильвия        |
| Тибо де Монталамбер | Боб            |
| Кьяра Мастроянни    | Патриция       |
| Дени Подалидес      | Жан-Жак        |
| Жанна Балибар       | Валери         |
| Фабрис Деплешен     | Иван Дедалю    |
| Мишель Вюйермоз     | Фредерик Рабье |
| Марион Котийяр      | студентка      |

## Награды
| Награды и номинации фильма «Как я обсуждал… (мою сексуальную жизнь)» | Награды и номинации фильма «Как я обсуждал… (мою сексуальную жизнь)» | Награды и номинации фильма «Как я обсуждал… (мою сексуальную жизнь)» | Награды и номинации фильма «Как я обсуждал… (мою сексуальную жизнь)» | Награды и номинации фильма «Как я обсуждал… (мою сексуальную жизнь)» | Награды и номинации фильма «Как я обсуждал… (мою сексуальную жизнь)» |
| Год                                                                  | Кинофестиваль                                                        | Категория                                                            | Номинант                                                             | Результат                                                            |                                                                      |
| -------------------------------------------------------------------- | -------------------------------------------------------------------- | -------------------------------------------------------------------- | -------------------------------------------------------------------- | -------------------------------------------------------------------- | -------------------------------------------------------------------- |
| 1996                                                                 | Каннский кинофестиваль                                               | Золотая пальмовая ветвь                                              | Как я обсуждал… (мою сексуальную жизнь)                              | Номинация                                                            |                                                                      |
| 1997                                                                 | Премия «Сезар»                                                       | Самый многообещающий актёр                                           | Матье Амальрик                                                       | Победа                                                               |                                                                      |
| 1997                                                                 | Премия «Сезар»                                                       | Самая многообещающая актриса                                         | Жанна Балибар                                                        | Номинация                                                            |                                                                      |
| 1997                                                                 | Премия «Сезар»                                                       | Самая многообещающая актриса                                         | Эмманюэль Дево                                                       | Номинация                                                            |                                                                      |